# Pesti Vigadó
 (mars 2018).
Si vous disposez d'ouvrages ou d'articles de référence ou si vous connaissez des sites web de qualité traitant du thème abordé ici, merci de compléter l'article en donnant les références utiles à sa vérifiabilité et en les liant à la section « Notes et références ».
Le Pesti Vigadó ([ˈpɛʃti ˈvigɒdoː]) est une salle de concert située dans le centre de Budapest, au bord du Danube dans le quartier de Belváros dans le 5e arrondissement. Le bâtiment Vigadó de style roman, byzantin et mauresque a été inauguré en 1865.
Ce site est desservi par la station Vörösmarty tér :   et Vigadó tér :   2 2A.